# Cisto vocal
Cisto vocal é um pequeno nódulo localizado-se principalmente nas pregas vocais. Se o cisto for grande, terá que ser feita a remoção, ou seja, a cirurgia.
Lesões geralmente unilaterais, congênitos ou adquiridos por fonotrauma de conteúdo sebáceo ou mucoso.
Tratamento: Microcirurgia. Fonoterapia pós operatória é indispensável . 